# عدنان مالك
عدنان مالك (بالإنجليزية: Adnan Malik)‏ هو مخرج فيديو موسيقي ‏ وعارض ومصور باكستاني، ولد في 9 يونيو 1984 في إسلام آباد في باكستان.

## وصلات خارجية
- الموقع الرسمي
- عدنان مالك على موقع IMDb (الإنجليزية)